# Presaca, Sibiu
Presaca,  mai demult Presaca de Secaș, Presaca de Jos (în germană Kerschdorf, Unter-Pressendorf, în maghiară Székásgyepü, Alsópreszáka, Székáspreszáka) este un sat în comuna Păuca din județul Sibiu, Transilvania, România. Se află în partea de vest a județului. În sat există o biserică veche din lemn de la 1728.
Denumirea satului și a moșiei de pe actualul hotar al Presăcii a variat, pe parcursul evului mediu, în înscrisurile emise de autoritățile vremii, astfel:
- Kerecnuk – la sfârșitul sec. al XIII-lea și începutul sec. al XIV-lea
- Újfalu [Satul Nou] – în a doua jumatate a sec. al XIV-lea
- Keresztyénfalva [Satul lui Cristian] – din a doua jumătate a sec. al XIV-lea până la începutul sec. al XVII-lea

De la începutul sec. al XVII-lea se impune, în documentele administrației maghiare (și apoi a celei austriece), denumirea românească Presaca, scrisă, cu ortografie maghiara, Preszáka.
Satul Presaca a avut și un nume german – Kerschdorf – nume care avea același înțeles cu maghiarul Keresztyénfalva [= Satul lui Cristian] și care a fost folosit, de către populația săsească din zonă, cu probabil mult timp înainte de prima lui atestare cunoscută, cea din 1839.
Începând din sec. al XVII-lea, până in 1925, diferitele administrații au mai numit satul Presaca fie Presaca de Jos / Alsó-Preszáka / Unter-Pressendorf , fie Presaca de Secaș / Székás-Preszáka, pentru a-l deosebi de satul cu același nume, aflat mai la munte, în același comitat Alba de Jos.
Pentru scurta perioada dintre 1910 si 1918, satul Presaca a purtat denumirea oficială de Székásgyepü, nume creat artificial și impus de către administrația maghiară (în locul mai vechiului Székás-Preszáka), în contextul cunoscut al eliminării denumirilor cu rezonanță sau etimologie altele decât maghiare.
Identificarea posesiunii Keresztyénfalva cu Presaca este confirmată de atestarea unor echivalări explicite ale celor două nume, în câteva documente din epoca principatului. De pildă, în consemnarea unei audieri de martori din 1584 și într-un act de donație din 1602, satul Presaca este atestat cu ambele denumiri aflate în uz, echivalența celor două variante de numire fiind indicată prin termenii latinești atque [și chiar, și deasemenea] și, respectiv, alias [altfel zis, zis și].
1584 – Kereztienfaluan atque Prezakan
1602 – Prezaka alias Kerestienfalwa
Analizând seria de atestări ale satului Presaca, observăm că înlocuirea treptată a numelui Keresztyénfalva, cu cel de Presaca, urmează la scurt timp după secularizarea din 1556, când are loc schimbarea de statut a moșiei Presaca, de la cel de posesiune a capitlului catolic de Alba Iulia, la cel de domeniu fiscal (al principelui). Astfel, după două secole de atestări sub numele Keresztyénfalva, spre sfârșitul secolului al XVI-lea, satul începe să fie atestat prin dublă numire, Keresztyénfalva și Preszáka, urmând ca, după primul sfert al sec. XVII, același sat să fie atestat doar cu numele Preszáka/Presaca, numele Keresztyénfalva încetând să mai fie folosit.

## Demografie
Conform recensământului din 1930 localitatea număra 961 de locuitori, dintre care 949 greco-catolici, 7 mozaici și 5 ortodocși.

## Obiectiv memorial
Monumentul Eroilor Români din Primul și al Doilea Război Mondial. Monumentul, de tip cruce comemorativă, se află în vecinătatea Bisericii Greco-Catolice (din 1948 în folosința Bisericii Ortodoxe). Monumentul a fost dezvelit în anul 1974 în memoria eroilor români din cele două războaie mondiale. Crucea are o înălțime de 2,3 metri, fiind situată pe un soclu înalt de 3 metri. Monumentul este realizat din marmură și beton mozaicat și a fost ridicat din inițiativa lui David Valer, invalid de război. Acesta a fost sprijinit de familiile eroilor. Pe fațada monumentului sunt inscripționate numele a 22 eroi căzuți în Primul Război Mondial pentru Austro-Ungaria, precum și numele a 24 eroi căzuți în al Doilea Război Mondial pentru România.

## Vezi și
- Biserica de lemn din Presaca

## Imagini

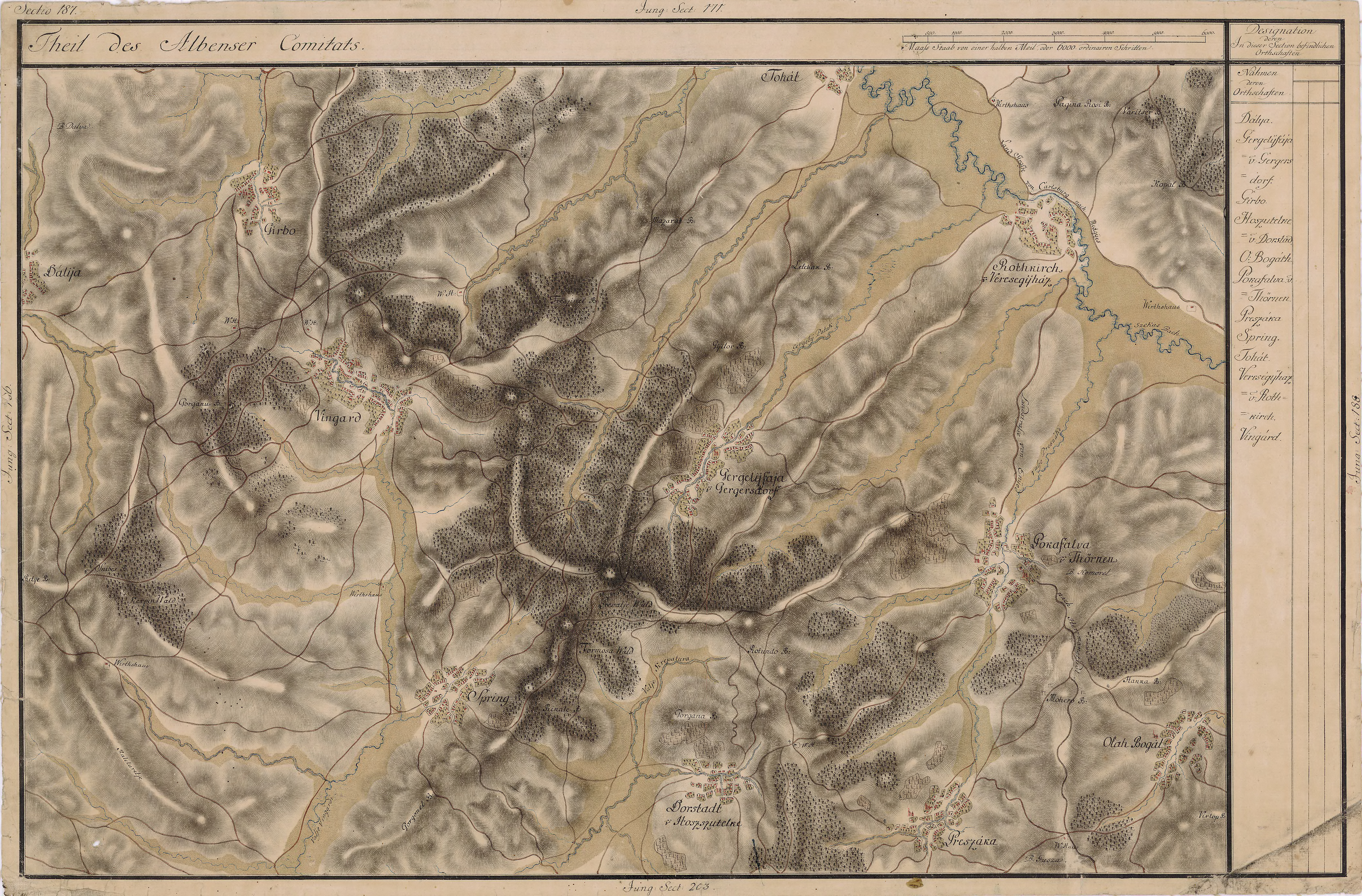
Presaca în Harta Iosefină a Transilvaniei, 1769-1773
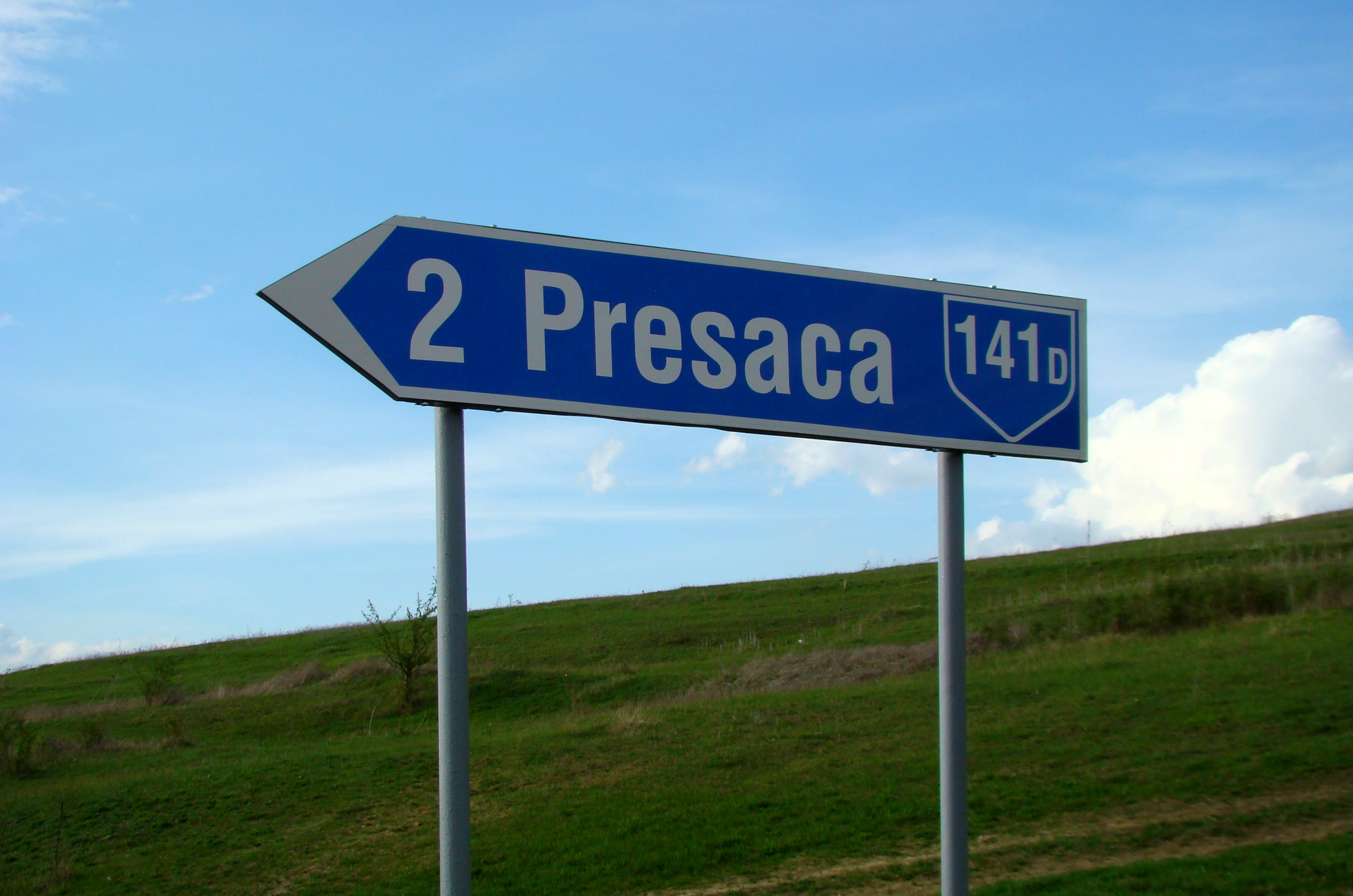
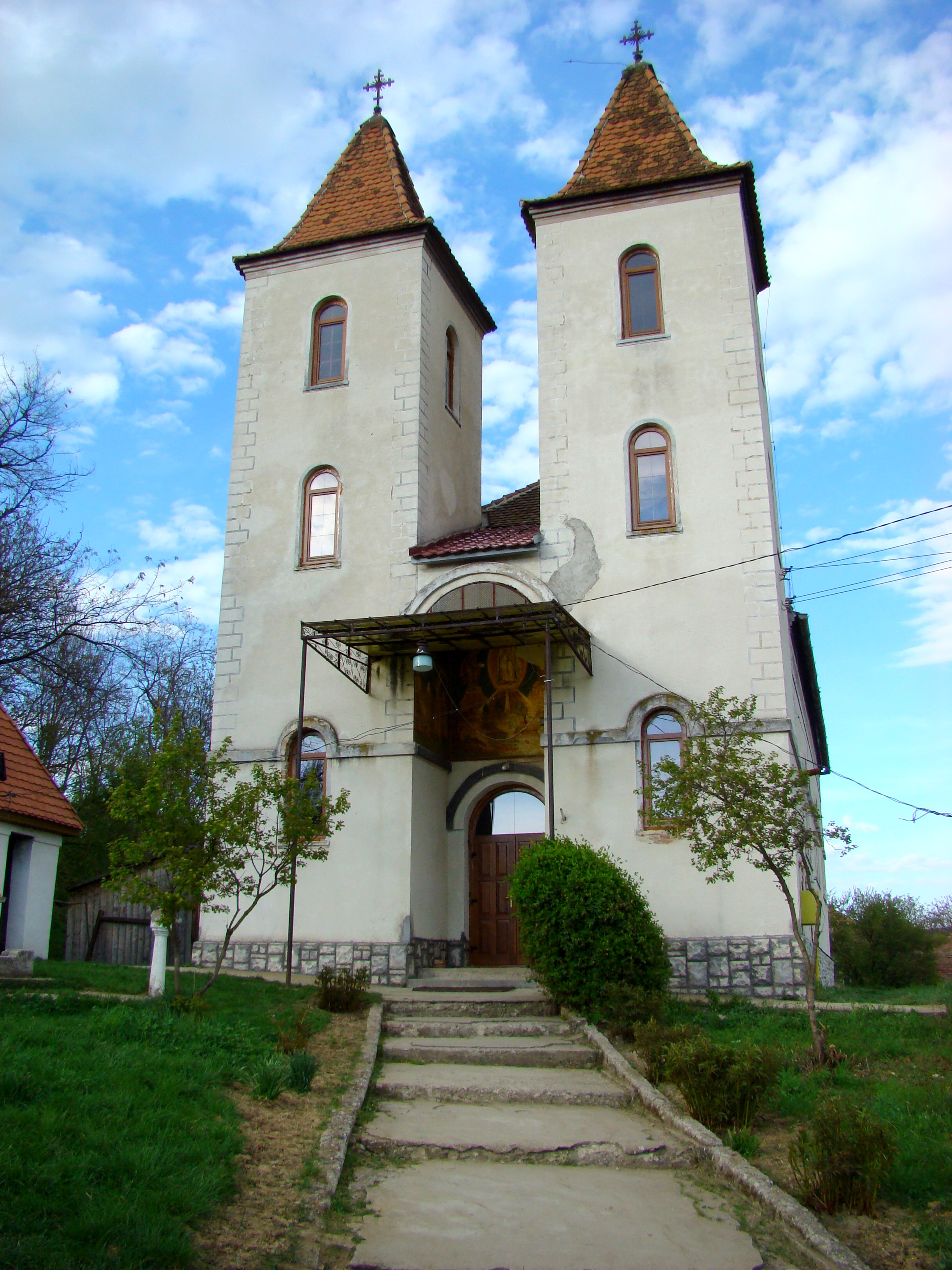
Biserica ortodoxă
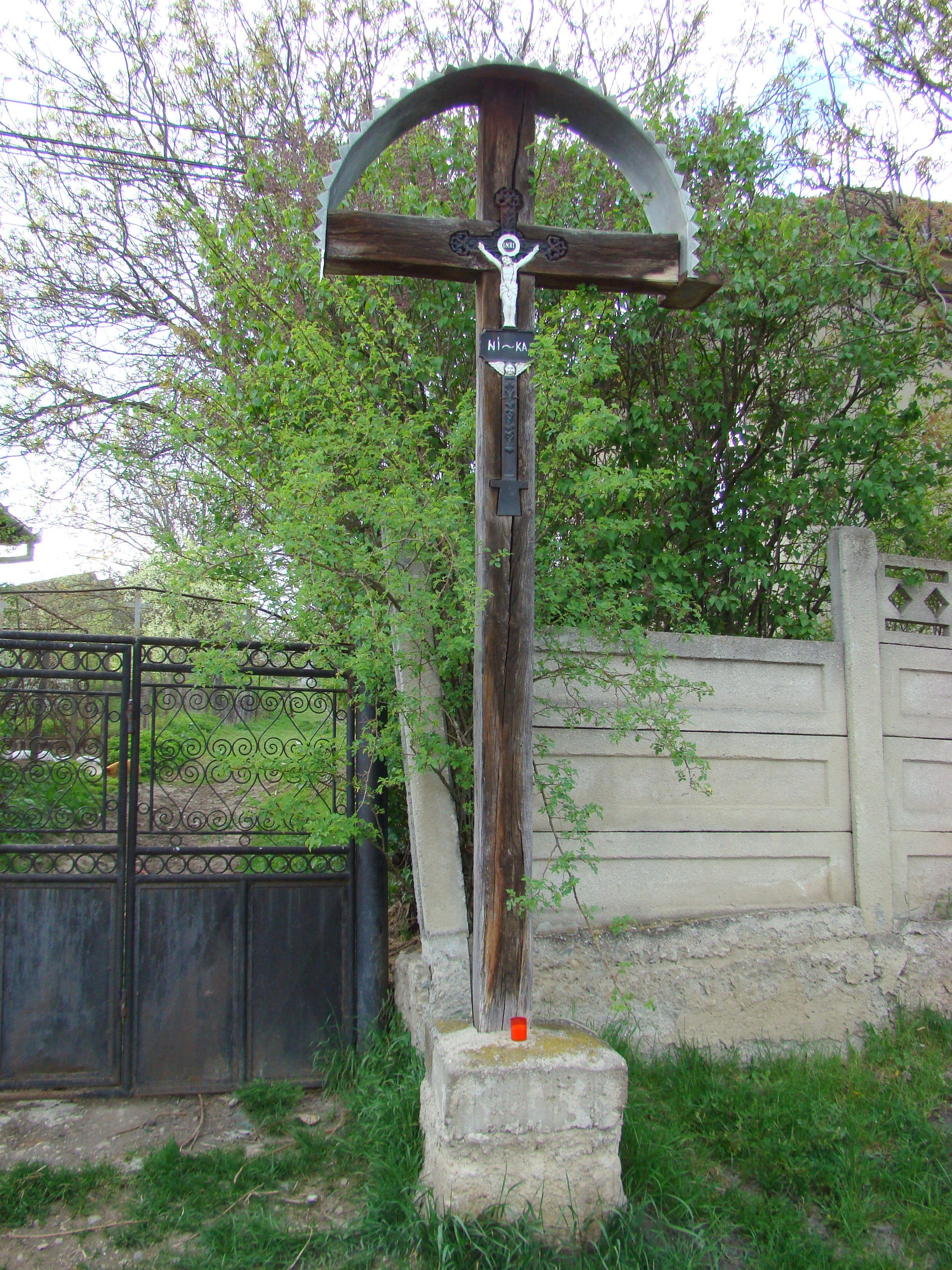
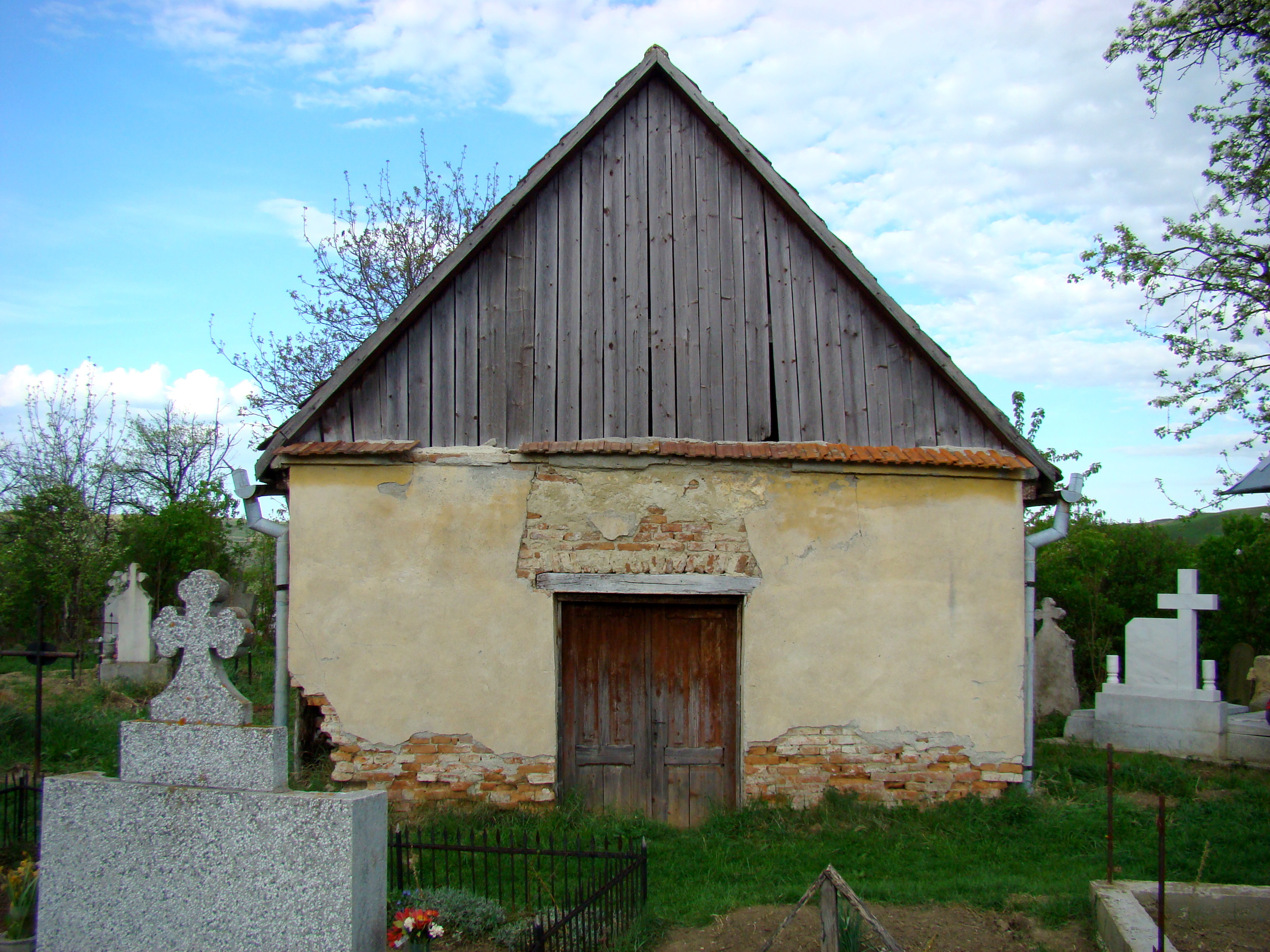
Biserica de lemn (monument istoric)
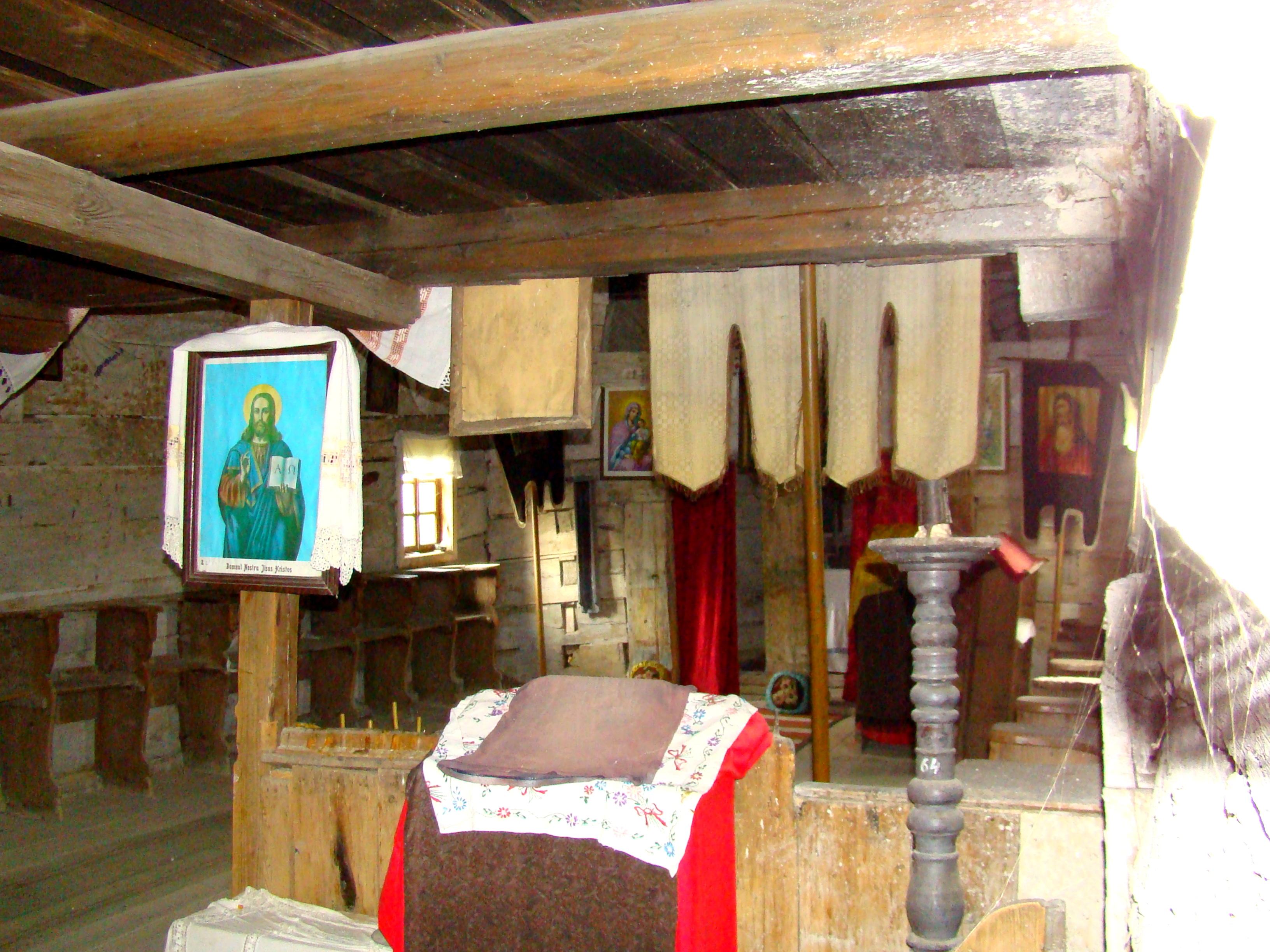
Biserica de lemn (monument istoric)
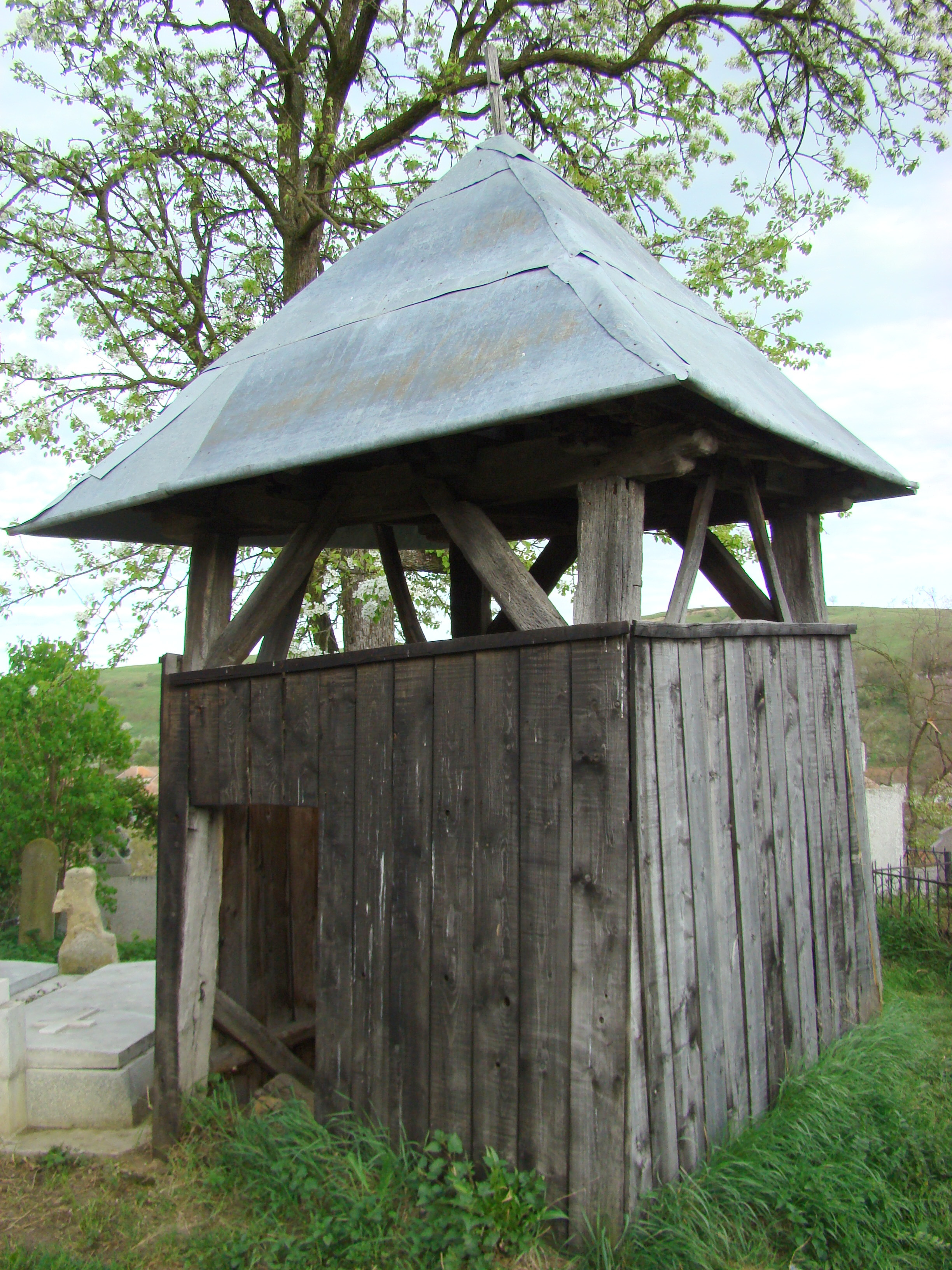
Clopotnița